# Grevillea pachypoda
Grevillea pachypoda är en tvåhjärtbladig växtart som beskrevs av Schwarz. Grevillea pachypoda ingår i släktet Grevillea och familjen Proteaceae. Inga underarter finns listade i Catalogue of Life.